# Géorgie-Irlande en rugby à XV
Cet article présente l'historique des confrontations entre l'équipe de Géorgie et l'équipe d'Irlande en rugby à XV. Les deux équipes se sont affrontées à six reprises, dont une fois en Coupe du monde. Les Irlandais ont remporté les six rencontres.

## Historique
Bien que les deux nations ne se soient rencontrées qu'à quatre reprises, leur confrontation en Coupe du monde de 2007 a eu un impact significatif sur le développement du rugby géorgien. La Géorgie est très proche de la victoire contre l'Irlande, finissant la rencontre à quelques mètres de la ligne d'en-but irlandaise, sans toutefois parvenir à marquer l'essai victorieux.
Au moment de commencer la Coupe du monde 2019, ce match de 2007 reste sa meilleure performance contre une nation du Tier 1.

## Les confrontations
Voici la liste des confrontations entre ces deux équipes :
| No | Date              | Lieu                                          | Match             | Score   | Compétition                           |
| -- | ----------------- | --------------------------------------------- | ----------------- | ------- | ------------------------------------- |
| 1  | 14 novembre 1998  | Lansdowne Road, Dublin, Irlande               | Irlande – Géorgie | 70 – 0  | Qualifications pour la Coupe du monde |
| 2  | 28 septembre 2002 | Lansdowne Road, Dublin, Irlande               | Irlande – Géorgie | 63 – 14 | Test match                            |
| 3  | 15 septembre 2007 | Stade Jacques-Chaban-Delmas, Bordeaux, France | Géorgie – Irlande | 10 – 14 | Coupe du monde (poule D)              |
| 4  | 16 novembre 2014  | Aviva Stadium, Dublin, Irlande                | Irlande – Géorgie | 49 – 7  | Test match                            |
| 5  | 29 novembre 2020  | Aviva Stadium, Dublin, Irlande                | Irlande – Géorgie | 23 – 10 | Coupe d'automne des nations (poule A) |
| 6  | 5 juillet 2025    | Stade Mikheil-Meskhi, Tbilissi, Géorgie       | Géorgie – Irlande | 5 – 34  | Test match                            |